# Roslags-Kulla och Ljusterö distrikt
Roslags-Kulla och Ljusterö distrikt är ett distrikt i Österåkers kommun och Stockholms län. 
Distriktet ligger nordost om Åkersberga.

## Tidigare administrativ tillhörighet
Distriktet inrättades 2016 och utgörs av socknarna Roslags-Kulla och Ljusterö i Österåkers kommun.
Området motsvarar den omfattning Ljusterö-Kulla församling hade vid årsskiftet 1999/2000 och som den fick 1998 när socknarnas församlingar gick samman.